# Marcel Bosker
Marcel Bosker (Schöftland, 19 januari 1997) is een in Zwitserland geboren Nederlandse langebaanschaatser. Sinds 2022/2023 komt Bosker uit namens Team Reggeborgh, daarvoor schaatste hij vanaf 2020 bij Jumbo-Visma. Bosker heeft een relatie met schaatsster Melissa Wijfje.

## Biografie
Bosker is de zoon van twee ouders met een schaatscarrière. Zijn moeder Henriët Bosker-van der Meer (1967) werd in 1989 Nederlands kampioene allround. Vader Ronald Bosker (1968) nam ook deel aan Nederlandse kampioenschappen en eindigde dat jaar als zevende. Na emigratie naar Zwitserland, kwamen zijn beide ouders vanaf seizoen 2003/2004 in internationale wedstrijden uit voor Zwitserland. Bosker is in Zwitserland geboren, maar op zijn 14e verhuisde hij zonder zijn ouders naar een gastgezin in Nederland om alles op het schaatsen te zetten.

### Schaatscarrière
In 2015 en 2016 eindigde Bosker op het WK Junioren allround beide keren als derde. Hierna ging hij trainen bij Team JustLease.nl onder leiding van Rutger Tijssen en eindigde Bosker op de derde plaats bij het NK Allround 2017. Een jaar later, op 28 januari 2018, werd hij voor het eerst Nederlands kampioen allround door drie van de vier afstanden te winnen. Hiermee plaatste hij zich voor het WK Allround in Amsterdam, waar hij de derde plaats behaalde op zowel de 5 kilometer als de 10 kilometer. Bosker eindigde er ook als derde in het eindklassement.
In de aanloop naar seizoen 2018/2019 ging hij naar de sportschool van zijn vader in Zwitserland en voegde hij zich bij TalentNED. Bij de derde wereldbekerwedstrijden in Tomaszów won Bosker zijn eerste én de enige 10.000 meter van het seizoen in 13.25,27. In dat seizoen pakte hij ook de tweede plaats bij het NK Allround. Ook reed hij samen met Sven Kramer en Douwe de Vries naar het goud op de ploegenachtervolging bij de WK afstanden in Inzell.
In seizoen 2019/2020 plaatst Bosker zich voor de 5000 meter en de 1500 meter van de wereldbeker. Bosker wist zich eind december 2021 aanvankelijk niet te plaatsen voor de Olympische Winterspelen in Peking, maar kreeg met zijn vijfde plek op de 1500 meter toch de voorkeur boven Patrick Roest omdat de selectiecommissie Bosker koos ten behoeve van de ploegenachtervolging en het IOC als eis stelt dat een atleet ook individueel moet uitkomen. Op 25 februari 2024 trok hij zich op de slotdag van het NK allround terug vanwege mentale problemen. Na de 5000 meter stond hij aanvankelijk als tweede in het klassement achter Chris Huizinga.

## Records

### Persoonlijke records
| Afstand      | Tijd     | Datum            | Baan           |
| ------------ | -------- | ---------------- | -------------- |
| 500 meter    | 36,39    | 18 maart 2017    | Calgary        |
| 1000 meter   | 1.09,10  | 16 maart 2017    | Calgary        |
| 1500 meter   | 1.44,12  | 7 februari 2020  | Calgary        |
| 3000 meter   | 3.36,33  | 25 november 2017 | Calgary        |
| 5000 meter   | 6.08,90  | 9 maart 2019     | Salt Lake City |
| 10.000 meter | 12.59,25 | 1 november 2020  | Heerenveen     |

(laatst bijgewerkt: 1 november 2020)

### Wereldrecords
| Nr. | Afstand       | Tijd     | Datum            | Baan           |
| --- | ------------- | -------- | ---------------- | -------------- |
| 1.  | Achtervolging | *3.34,68 | 15 februari 2020 | Salt Lake City |

* samen met Sven Kramer en Douwe de Vries

## Resultaten
| Jaar | NK Afstanden                                             | NK Allround          | EK Allround      | EK Afstanden                              | WK Afstanden                               | WK Allround          | Olympische Spelen                                                                                         | Wereldbeker                            | WK Junioren                                                                          |
| ---- | -------------------------------------------------------- | -------------------- | ---------------- | ----------------------------------------- | ------------------------------------------ | -------------------- | --- | -------------------------------------- | ------------------------------------------------------------------------------------ |
| 2015 | 15e 1500m                                                | NC17 (16, 16, 15, -) |                  |                                           |                                            |                      | |                                        | 23e 500m · 12e 1000m · 05e 1500m · 04e 5000m · allround · massastart · achtervolging |
| 2016 | DNF 1500m 14e 5000m 15e massastart                       | 7e (8, 9, 4, 8)      |                  |                                           |                                            |                      | 30e 500m · 13e 1000m · 1500m · 04e 5000m · allround · 24e massastart · 07e teamsprint · 04e achtervolging |                                        |                                                                                      |
| 2017 | 21e 1000m 08e 1500m 06e 5000m 12e 10.000m 17e massastart | · (7, , , 4)         |                  |                                           |                                            | 29e 1500m 25e 5k/10k | |                                        |                                                                                      |
| 2018 | 05e 1500m 08e 5000m 09e 10.000m                          | · (, )               |                  | 04e 1500m · 5000m · achtervolging         |                                            | · (12, , 7, )        | | 11e 1500m 11e 5k/10k 07e achtervolging |                                                                                      |
| 2019 | 07e 1500m 05e 5000m NS 10.000m                           | · (5, , )            |                  |                                           | · achtervolging                            |                      | | 16e 1500m · 5k/10k · 04e achtervolging |                                                                                      |
| 2020 | 06e 1500m 04e 5000m NF 10.000m                           | · (5, , )            |                  | achtervolging                             | achtervolging                              |                      | 7e 1500m 12e 5k/10k                                                                                       |                                        |                                                                                      |
| 2021 | 07e 1500m · 0 5000m · 10.000m                            | · (5, , )            | · (7, , 4, 4)    |                                           | achtervolging                              |                      | 13e 5k/10k                                                                                                |                                        |                                                                                      |
| 2022 | 07e 1500m 04e 5000m 4e 10.000m 35e massastart            | · (5e, , )           |                  |                                           |                                            | NC10 (13, 7, 5, -)   | 9e 1500m 4e achtervolging                                                                                 | 37e 1500m 11e 5k/10k                   |                                                                                      |
| 2023 | 5e 1500m · 5000m · DQ massastart                         | · (5, 4, , 4)        | 7e (6, 6, 5, 7)  |                                           | 5e 5000m · achtervolging                   |                      | | 36e 1500m 15e 5k/10k                   |                                                                                      |
| 2024 | 09e 1500m · 0 5000m · 9e 10.000m · 10e massastart        | NS3 (4, 4, -, -)     |                  | 8e 5000m · 10e massastart · achtervolging | 15e 5000m HF10 massastart 5e achtervolging |                      | 45e 1500m 19e 5k/10k 6e massastart                                                                        |                                        |                                                                                      |
| 2025 | 18e 1500m 4e 5000m                                       | · (6, 5, , 6)        | 5e (11, 6, 4, 5) |                                           | achtervolging                              |                      | 45e 1500m 12e 5k/10k                                                                                      |                                        |                                                                                      |

(-, -, -, -)  = afstandspositie op juniorentoernooi (500m, 1500m, 1000m, 5000m) of op allroundtoernooi (500m, 5000m, 1500m, 10.000m)
NC17 = niet gekwalificeerd voor de laatste afstand, maar wel als 17e geklasseerd in de eindrangschikking
NS3 = niet gestart op de derde afstand
Team Reggeborgh
Jenning de Boo · Marcel Bosker · Janno Botman · Wesly Dijs · Marrit Fledderus · Louis Hollaar · Femke Kok · Kjeld Nuis · Hein Otterspeer · Tim Prins · Antoinette Rijpma-de Jong · Patrick Roest · Mats Siemons · Remo Slotegraaf · Stefan Westenbroek
Coaches: Gerard van Velde · Dennis van der Gun · Robin Derks